# 1901年逝世人物列表
1901年逝世人物列表：1月 - 2月 - 3月 - 4月 - 5月 - 6月 - 7月 - 8月 - 9月 - 10月 - 11月 - 12月
下面是1901年逝世的知名人士列表。

## 1月

### 7日
- 雅各布·格奧爾格·阿加德，瑞典植物學家

### 8日
- 約翰·巴里，愛爾蘭維多利亞十字勳章獲得者

### 10日
- 詹姆斯·迪克森，昆士蘭州州長，澳大利亞國防部長

### 11日
- 瓦西里·卡林尼科夫，俄羅斯作曲家

### 14日
- 夏爾·埃爾米特，法國數學家
- 曼德尔·克雷顿，英国历史学家
- 維克多·巴拉格爾，西班牙政治家、作家

### 16日
- 阿诺德·勃克林，瑞士畫家
- 馬哈德夫·戈文德·拉納德，印度改革家

### 17日
- 宋伊莉莎白，醫師
- 倫納德·富爾頓·羅斯，美國南北戰爭將軍
- 弗雷德里克·邁爾斯，英國詩人和通靈研究者

### 19日
- 阿尔贝·德·布罗伊，法國政治家，法國第28任總理

### 20日
- 齐纳布·格拉姆，比利時電氣工程師
- 伊藤圭介，日本醫生

### 21日
- 以利沙·格雷，美國發明家、電器製造商

### 22日
- 维多利亚女王，英国女王、印度女皇

### 27日
- 朱塞佩·威尔第，意大利作曲家
- 叶世克，德意志帝國海軍軍官

### 28日
- 約瑟夫·古爾科，俄羅斯陸軍元帥

## 2月

### 1日
- 萨洛蒙·雅达松，音樂家

### 3日
- 福泽谕吉，日本明治時期教育家

### 7日
- 安娜·貝當古，古巴民族女英雄

### 10日
- 马克斯·冯·佩滕科弗，巴伐利亞化學家和衛生學家[1]

### 11日
- 米蘭一世，已退位的塞爾維亞國王
- 拉蒙·德·坎波阿莫爾，西班牙詩人

### 14日
- 爱德华·斯塔福德，蘇格蘭-紐西蘭教育家、政治家和紐西蘭第三任總理

### 17日
- 卡洛斯·卡薩吉瑪斯，加泰羅尼亞畫家

### 22日
- 喬治·費茲傑羅，物理學家

### 26日
- 露西娜·奇維爾扎基耶維奇佐瓦，波蘭作家

### 28日
- 威廉·M·埃瓦茨，美國律師、政治家

## 3月

### 2日
- 乔治·默瑟·道森，加拿大地質學家

### 8日
- 彼得·伯努瓦，比利時作曲家

### 13日
- 本杰明·哈里森，美国总统

### 20日
- 威廉·弗朗西斯·钱宁，美國科學家

### 23日
- 康斯坦丁·斯托伊洛夫，保加利亞第8任總理

### 31日
- 約翰·斯坦納，英國作曲家和管風琴家

## 4月

### 1日
- 弗朗索瓦-瑪麗·拉烏爾，法國化學家

### 3日
- 理查·多伊利·卡特，英國皇帝

### 9日
- Shrimad Rajchandra，印度耆那教哲學家、學者和詩人，聖雄甘地的精神導師[2]

### 15日
- 陳儒林，官員、士紳

### 20日
- 穆麟德，德国语言学家和外交家，曾出使中国、朝鲜

### 22日
- 威廉·斯塔布斯，英国历史学家和圣公宗牧师

### 24日
- 阿爾維德·波塞，瑞典第二任首相

## 5月

### 1日
- 路易斯·沃特曼，美國發明家、商人

### 4日
- 弗里茨·梅耶·范登伯格，比利時藝術收藏家和藝術史學家

### 5日
- 馬里亞諾·伊格納西奧·普拉多，秘魯將軍和政治家，兩屆秘魯總統[3]

### 7日
- 迪米塔爾·格雷科夫，保加利亞第10任總理

### 19日
- 馬蒂努斯·韋塞爾·比勒陀利烏斯，南非第一任總統[4]

### 21日
- 約翰·康默雷爾，英國艦隊海軍上將

### 22日
- 蓋塔諾·布雷西，無政府主義者

### 24日
- 夏洛特·瑪麗·永格，英國小說家

### 31日
- 歐內斯特·德·薩爾熱克，法國考古學家

## 6月

### 2日
- 喬治·萊斯里·馬偕，加拿大牧師、傳教士、醫生、教師

### 4日
- 夏洛特·福勒·威爾斯，美國顱相學家

### 8日
- 愛德華·莫蘭，美國畫家

### 9日
- 沃爾特·貝桑特，英國作家
- 阿道夫·博蒂歇爾，德國藝術史學家

### 13日
- 萊奧波爾多·阿拉斯，西班牙小說家

### 16日
- 赫爾曼·格林，德國歷史學家

### 21日
- 安東尼·霍斯金斯，英國海軍上將

### 25日
- 亞歷山德魯·坎迪亞諾-波佩斯庫，羅馬尼亞將軍、律師、記者和詩人

### 30日
- 大卫·R·佩奇，美国政治家，民主党人

## 7月

### 4日
- 贝勒，俄罗斯汉学家。
- 约翰·菲斯克，美國哲學家
- 約翰內斯·施密特，德國語言學家

### 6日
- 克洛德維希·霍恩洛厄-希靈斯菲斯特，德國總理[5]
- 約瑟夫·勒孔特，美國醫生和地質學家

### 7日
- 約翰娜·施皮里，瑞士作家

### 10日
- 特爾諾沃的克里門特，保加利亞第二任總理

### 11日
- 瑪麗埃塔·博恩斯，美國女權主義者、社會改革家、慈善家

### 13日
- 馬科斯·莫里尼戈，巴拉圭前总统

### 14日
- 瑪麗亞·伊莎貝拉，拉帕尼伯爵夫人

### 18日
- 揚·滕·布林克，荷蘭作家

### 30日
- 赫伯特·巴克斯特·亚当斯，美國歷史學家

## 8月

### 12日
- 弗朗西斯科·克里斯皮，意大利愛國者、政治家。
- 阿道夫·埃裡克·諾登斯基爾德，芬蘭-瑞典植物學家、地質學家、礦物學家和探險家

### 19日
- 尚泰王，日本琉球王國的最後一位國王

### 21日
- 阿道夫·歐根·菲克，德國出生的醫生和生理學家[6]

### 31日
- 歐仁·馬西米連諾維奇，第五代洛伊希滕貝格公爵

## 9月

### 9日
- 亨利·德·土魯斯-羅特列克，法国贵族、后印象派畫家、近代海報設計與石版畫藝術先驅。

### 10日
- 伊曼紐拉·卡爾貝克，瑞典教育家和社會改革家[7]

### 14日
- 威廉·麦金莱，美國總统

### 15日
- 約瑟夫·帕爾默·阿博特，澳大利亞政治家和律師

### 22日
- 法蘭些士，潔淨局非官守議員

### 25日
- 亞瑟·弗里曼特爾，英國陸軍上將

## 10月

### 1日
- 阿卜杜勒·拉赫曼汗，阿富汗埃米爾

### 3日
- 查理斯·布斯達·班尼狄，美國政治家

### 10日
- 洛倫佐·斯諾，耶穌基督後期聖徒教會第五任會長

### 15日
- 第16代阿爾巴公爵卡洛斯·瑪麗亞·菲茨-詹姆斯·斯圖亞特，西班牙貴族

### 19日
- 卡爾·弗雷德里克·蒂特根，丹麥金融家、實業家

### 28日
- 保羅·雷，德國作家和哲學家

### 29日
- 里昂·乔戈什，刺殺美國總統威廉·麥金萊的波蘭裔美國刺客（被處決）
- 约翰·斯塔利，英國自行車發明家

## 11月

### 6日
- 凱特·格林威，插畫家

### 7日
- 李鴻章，清朝末期重臣

### 13日
- 威廉·休斯頓·斯圖爾特，英國海軍上將

### 27日
- 克萊門特·斯圖德貝克，美國製造商

### 29日
- 法蘭西斯科·皮·馬加爾，西班牙政治家，共和國前總統

### 30日
- 爱德华·约翰·艾尔，英國探險家[8]
- 法蘭西斯克·米拉萊斯，畫家

## 12月

### 6日
- 伯莎·韋納特-貝克曼，德國攝影師[9]

### 11日
- 列夫·伊萬諾夫，俄羅斯編舞家

### 30日
- 亨利·拉韦尔纳，法國男子帆船運動員

### 31日
- 何塞·普拉西多·卡马尼奥，厄瓜多尔前总统